# Liste der Monuments historiques in Rixheim
Die Liste der Monuments historiques in Rixheim führt die Monuments historiques in der französischen Gemeinde Rixheim auf.

## Liste der Bauwerke
| Bezeichnung                   | Beschreibung | Standort                | Kennzeichnung | Schutzstatus | Datum | Bild           |
| ----------------------------- | --- | ----------------------- | ------------- | ------------ | ----- | -------------- |
| Kommende des Deutschen Ordens | zwischen 1735 und 1745 nach Plänen von Johann Caspar Bagnato erbaut; seit 1797 Sitz der Manufaktur Zuber et Cie, die den linken Flügel nutzt; im rechten Flügel das Musée du papier peint de Rixheim (Tapetenmuseum), im Corps de Logis das Hôtel de Ville; englischer Park von Ende des 19. Jahrhunderts, darin Gewächshaus aus den 1820er Jahren | 26, 28 rue Zuber (Lage) | PA00085636    | Classé       | 2011  | weitere Bilder |

## Liste der Objekte
| Bezeichnung                                                                                       | Beschreibung                                                              | Standort                                       | Kennzeichnung | Schutzstatus | Datum | Bild |
| ------------------------------------------------------------------------------------------------- | ------------------------------------------------------------------------- | ---------------------------------------------- | ------------- | ------------ | ----- | ---- |
| Ofenplatte mit dem Wappen von Coelestin Octavian Kempf von Angreth                                | Gusseisen, 1775                                                           | im Hôtel de Ville (Trauzimmer) (Lage)          | PM68001432    | Inscrit      | 2002  |      |
| Gemälde [Bäume am Meeresufer]                                                                     | Ölfarbe auf Leinwand, 1898 von Henri Zuber                                | im Hôtel de Ville (Treppenhaus) (Lage)         | PM68001434    | Inscrit      | 2002  |      |
| Ofenplatte mit den Wappen der Familien Sickingen zu Hohenburg, Ampringen und Pfirdt zu Zillisheim | Gusseisen, 1621                                                           | im Hôtel de Ville (erstes Obergeschoss) (Lage) | PM68000829    | Classé       | 2004  |      |
| Gemälde [Der Park der Kommende]                                                                   | Ölfarbe auf Leinwand, um 1890 von Henri Zuber                             | im Hôtel de Ville (erstes Obergeschoss) (Lage) | PM68001435    | Inscrit      | 2002  |      |
| Gemälde Gaius Marius in Minturnae                                                                 | Ölfarbe auf Leinwand, maroufliert, um 1800                                | im Hôtel de Ville (erstes Obergeschoss) (Lage) | PM68001433    | Inscrit      | 2002  |      |
| Gemälde [Gebirgslandschaft mit See]                                                               | Ölfarbe auf Leinwand, zweite Hälfte des 19. Jahrhunderts, von Henri Zuber | im Hôtel de Ville (erstes Obergeschoss) (Lage) | PM68001436    | Inscrit      | 2002  |      |
| Supraporte Die Abreise von Jean Zuber fils                                                        | Druck auf Papier, 1930; mit den Druckstöcken von Eugène Ehrmann von 1838  | im Hôtel de Ville (erstes Obergeschoss) (Lage) | PM68001437    | Inscrit      | 2002  |      |
| Druckstöcke                                                                                       | etwa 150.000 Druckstöcke für Tapeten; Holz, zwischen 1797 und 1830        | in der Manufaktur Zuber et Cie (Lage)          | PM68000674    | Classé       | 1993  |      |